# Sven Olsson (arkivarie)
Sven William Olsson, född 3 november 1914 i Hjortsberga församling, Kronobergs län, död 26 november 2006 i Västerås, var en svensk arkivarie. Han var far till författaren och akademiledamoten Anders Olsson.
Olsson, som var son till trävaruhandlare Olof Nilsson och Jenny Svensson, avlade studentexamen i Lund 1936, blev filosofie magister i Lund 1941, filosofie licentiat 1944 och filosofie doktor 1953. Han anställdes som tjänsteman på Riksarkivet 1945 och var stadsarkivarie i Västerås stad från 1955. Han var sekreterare och föredragande i Västerås stads kulturnämnd 1962, ledamot av gatunamnsberedningen 1961, Västmanlands läns landstings arkivkommitté, konsult vid Svenska stadsförbundets registreringskommitté 1956–1958, administrativ ledare för arkivinventeringen i Västmanland 1958–1962 och justitiedepartementets tryckfrihetsombud.